# Кто получит приз?
«Кто получит приз?» — советский рисованный мультипликационный фильм Вячеслава Котёночкина, снятый на киностудии «Союзмультфильм» в 1979 году.

## Сюжет
Мультфильм рассказывает о спортивных соревнованиях животных с участием медвежонка Миши, который побеждает и становится символом Московской Олимпиады. Миша прибывает на состязания с опозданием, он отводил в ясли младшего брата Топтыжку. Со старта Миша вместе с Лисом уходит вперёд, они значительно опережают остальных соперников. Потом Лис, видя более короткую дорогу к финишу, сворачивает и бежит по ней, то же самое предлагая и Мише. Но для того это неприемлемо, он честный. Миша не только остаётся на законной трассе, но и помогает другим: сначала возвращает в гнездо выпавшего оттуда птенца, а потом помогает своим соперникам: Ежа переправляет на себе через реку; Барсуку помогает выбраться из ямы, а Зайцу, подвернувшему ногу, помогает дойти до финиша. Лис, первым прибежавший к финишу, уже торжествует победу. Но не тут-то было: наблюдательная Сорока обо всём сообщает судье соревнований Орлу, и тот объявляет, что победил Миша.

## Создатели
| автор сценария             | Владимир Сутеев                                                                                        |
| режиссёр                   | Вячеслав Котёночкин                                                                                    |
| художники-постановщики     | Александр Винокуров, Николай Ерыкалов                                                                  |
| композитор                 | Юрий Саульский                                                                                         |
| оператор                   | Светлана Кощеева                                                                                       |
| звукооператор              | Владимир Кутузов                                                                                       |
| текст песни                | Михаила Танича                                                                                         |
| ассистент режиссёра        | Галина Андреева                                                                                        |
| монтажёр                   | Маргарита Михеева                                                                                      |
| художники-мультипликаторы: | Виктор Арсентьев, Олег Комаров, Владимир Крумин, Фёдор Елдинов                                         |
| роли озвучивали:           | Клара Румянова — медвежонок Миша, Юрий Пузырёв — Орёл, Галина Иванова — Лиса, Юрий Хржановский — Петух |
| художники                  | Пётр Коробаев, Сергей Маракасов                                                                        |
| редактор                   | Аркадий Снесарев                                                                                       |
| директор картины           | Нинель Липницкая                                                                                       |

## История создания
Желание отразить олимпийскую проблематику у работников студии возникло именно после знакомства с типажом Миши Олимпийского, созданным Чижиковым…

Первой была запущена и снята лента В. М. Котёночкина «Кто получит приз?» — запуск состоялся в сентябре 1978 года, плановая сдача была назначена на март 1979-го (прокатное удостоверение фильм получил 16 апреля). В сценарии В. Г. Сутеева рассказывалась «предыстория» Миши Олимпийского, объяснялось, как и за что он стал олимпийским талисманом. В сюжете особо подчеркивалось, что высокую честь Миша заслужил не столько своими спортивными успехами, сколько моральными качествами: честностью, взаимовыручкой, жертвенностью, сочувствием к окружающим. Миша формально проигрывал лесные соревнования, но тем не менее был признан их победителем за проявление истинной спортивной доблести. Художник-постановщик Н. С. Ерыкалов первым из мультипликаторов выполнил задачу превращения эскиза Чижикова в мультипликационный типаж, декорационная часть фильма была выполнена его партнёром — одним из лучших живописцев студии А. В. Винокуровым.
— Георгий Бородин.